# YEd
yEd [waɪed] ist ein kostenloses Visualisierungsprogramm zum Erstellen und Bearbeiten von Diagrammen. Es kann für unterschiedliche Arten von Diagrammen verwendet werden, unter anderem für Graphen, Netzdiagramme, UML-Diagramme, Ablaufdiagramme, BPMN-Diagramme, Mind-Maps, Organigramme und Entity-Relationship-Diagramme. yEd speichert Diagramme im XML-basierten GraphML-Format, es lässt sich also gut als Bearbeitungsprogramm für generierte Diagramme verwenden.
yEd wird von der yWorks GmbH in Tübingen entwickelt und vertrieben. Der Name „yEd“ stammt aus der Zusammensetzung des Buchstabens „y“ mit der Abkürzung „Ed“ für englisch „Editor“.

## Funktionsumfang
Wie die meisten Visualisierungsprogramme ermöglicht es yEd dem Benutzer, Diagramme mit unterschiedlichen Zeichenelementen und Verbindungen aus verschiedenen Paletten zu zeichnen, sowie eigene Repräsentationen von grafischen Elementen zu verwenden.
yEd kann komplexe Datenmengen automatisch nach verschiedenen Algorithmen anordnen. Zu diesen Algorithmen gehören beispielsweise ein hierarchisches Layout (für hierarchische oder beinahe-hierarchische Strukturen), ein orthogonales Layout (für Netzwerke wie UML-Klassendiagramme), ein organisches Layout (speziell geeignet für Entity-Relationship- und UML-Diagramme), ein Baumlayout (für Baumstrukturen und baumähnliche Strukturen), sowie ein Swimlane-Layout. Dabei können die Diagrammelemente in beliebigen Schachtelungstiefen gruppiert werden. Die große Zahl an Anordnungsmechanismen hebt yEd von den anderen Visualisierungsprogrammen ab.
yEd ermöglicht es, Daten aus verschiedenen Formaten zu importieren und daraus Diagramme zu generieren. Zu diesen Importformaten gehört Microsoft Excel .xls für Tabellenkalkulationsdaten, das GEDCOM-Format für Genealogiedaten, sowie beliebige XML-Formate über XSLT-Stylesheets – vordefiniert sind unter anderen solche für das Skriptformat von Apache Ant für Abhängigkeitsinformationen beim Bau von Software, sowie OWL für die Beschreibung von Ontologien.
Ebenso kann yEd Daten in verschiedene Formate exportieren, unter anderen in EMF, PNG, JPEG, GIF, BMP, PDF, EPS, SVG, SWF.
Ab Version 3.7 ermöglicht eine Schnittstelle mit direktem Zugriff auf die Suchmaschine IconFinder den Import beliebiger Symbole in benutzerdefinierte Paletten.

## Exportbeispiele

SVG-Datei
SVG-Datei
SVG-Datei
SVG-Datei